# キムチチヂミ
キムチチヂミ (Kimchi-buchimgae) またはキムチジョン (kimchi-jeon) は、チヂミまたはジョンの種類の1つである。
スライスしたキムチ、小麦粉のバッター液から作り、他の野菜を入れることもある。ブタの挽肉を加えることもある。野菜を唐辛子とチョッカルで漬けたキムチは、朝鮮の主食である。
キムチジョンは熟成しすぎたキムチの消費にも適しているほか、安価な材料で誰でも簡単に家で作れる料理であるため、控えめな民俗料理として認知されている。通常、バンチャンや前菜、スナックとして食べられる。
キムチジョンを作る時、しばしばキムチ（特に白菜で作るペチュキムチ）の漬け汁が加えられる。漬け汁を加えることで生地に赤い色が付くが、漬け汁自体はそれほど辛くない。キムチ自体とともに、マッコリやドンドンジュ（生マッコリ）などのアルコール飲料の按酒としても食べられる。基本の材料のほか、シーフードやチーズを加えることもある。